# Glenn Davis (giocatore di football americano)
Glenn Woodward Davis (Claremont, 26 dicembre 1924 – La Quinta, 9 marzo 2005) è stato un giocatore di football americano statunitense che ha giocato nel ruolo di halfback per i Los Angeles Rams della National Football League (NFL). Al college giocò a football alla United States Military Academy vincendo Heisman Trophy, il massimo riconoscimento individuale a livello universitario.

## Carriera
I Detroit Lions scelsero Davis come secondo assoluto nel Draft NFL 1947, tenuto nel dicembre 1946. Si laureò a West Point nel luglio 1947 ed entrò nell'Esercito degli Stati Uniti come sottotenente. A settembre, i Los Angeles Rams acquisirono i diritti su Davis daiLions. Davis tentò di rinunciare al suo impegno a dicembre ma la sua richiesta fu respinta dal segretario dell'esercito Kenneth Royall. Glenn rimase nell'esercito per tre anni prima di unirsi alla squadra nel 1950. In un periodo licenza partecipò al training camp del 1948 scendendo in campo in una gara di pre-stagione, poi tornò in servizio in Corea. Ricorrenti problemi al ginocchio fermarono la sua carriera professionistica: un infortunio nel luglio 1952 gli fece perdere tutta la successiva stagione, venendo svincolato dai Rams nel settembre 1953. In seguito lavorò per il Los Angeles Times per trent'anni come direttore degli eventi speciali.

## Palmarès

### Franchigia
1
Los Angeles Rams: 1951

### Individuale
- Convocazioni al Pro Bowl: 1

1951
- Heisman Trophy - 1946
- Maxwell Award - 1944
- Atleta maschile dell'anno dell'Associated Press - 1946
- College Football Hall of Fame

## Statistiche
| Yard corse    | 616 |
| Yard ricevute | 682 |
| Touchdown     | 9   |